# 貝克縣 (俄勒岡州)
貝克縣（英語：Baker County）是美国俄勒冈州東部的一個縣，東鄰爱达荷州，面積7,999平方公里。根據2020年美國人口普查，共有人口16,668人。縣治貝克城（Baker City）。該縣成立於1862年9月22日，縣名紀念在南北战争中戰死的、代表俄勒岡州的聯邦參議員愛德華·迪金森·貝克。